# Wolność i Solidarność
Wolność i Solidarność (słow. Sloboda a Solidarita, SaS/SASKA) – słowacka partia polityczna reprezentujące takie nurty jak libertarianizm, konserwatywny liberalizm i eurosceptycyzm. Partia należy do Partii Europejskich Konserwatystów i Reformatorów.

## Historia
Partia została powołana do życia 28 marca 2009. Na jej czele stanął ekonomista Richard Sulík, jego zastępcami zostali Jozef Mihál i Juraj Miškov.
Nazwa ugrupowania nawiązuje do dwóch filarów, na jakich oparło swój program: partia domaga się z jednej strony „respektowania wolności jednostki”, z drugiej zaś „solidarności społeczeństwa w okresie ciężkich sytuacji życiowych”. W połowie 2009 partia wystąpiła z projektem referendum, w którym społeczeństwo wypowiedziałoby się na temat obniżenia podatków, ograniczenia immunitetu poselskiego, zmniejszenia liczby posłów, wprowadzenia maksymalnej ceny rządowych pojazdów, wyborów przez Internet, a także zmian w prawie prasowym.
Partia wystawiła swoją listę w wyborach do Parlamentu Europejskiego w 2009, uzyskując 4,7% głosów. W wyborach prezydenckich poparła Ivetę Radičovą. W wyborach samorządowych ugrupowanie uzyskało jeden mandat w sejmiku kraju bratysławskiego. Partia wzięła udział w wyborach w 2010, uzyskując 12,1% głosów i 22 mandaty. 4 z nich przypadły przedstawicielom konserwatywnego ruchu obywatelskiego Zwyczajni Ludzie, który wkrótce zerwał współpracę z SaS. Przedstawiciele Wolności i Solidarności współtworzyli powołany w 2010 rząd Ivety Radičovej, który upadł w 2012.
W przedterminowych wyborach w 2012 ugrupowanie otrzymało 5,9% głosów i 11 miejsc w Radzie Narodowej. Znalazło się w opozycji, zaś część posłów opuściła to ugrupowanie (Jozef Kollár i Daniel Krajcer dołączyli do partii NOVA). W wyborach europejskich w 2014 SaS poparło 6,7% głosujących, a Richard Sulík został wybrany na europosła.
W 2016 ugrupowanie zajęło drugie miejsce, otrzymało 12,1% głosów i 21 mandatów w Radzie Narodowej. W wyborach w 2019 partia uzyskała dwa mandaty w Europarlamencie IX kadencji. W wyborach krajowych w 2020 SaS poparło 6,2% głosujących, co przełożyło się na 13 mandatów poselskich. Kilkanaście dni po tych wyborach partia podpisała porozumienie o utworzeniu nowej koalicji celem powołania rządu Igora Matoviča.
W marcu 2021 doszło do kryzysu w koalicji, w jego trakcie sześciu członków rządu (w tym wszyscy przedstawiciele SaS) podało się do dymisji. Ostatecznie dotychczasowi koalicjanci uzgodnili utworzenie nowego gabinetu na czele z Eduardem Hegerem. We wrześniu 2022 partia opuściła koalicję rządową. W wyborach w 2023 formacja dostała 6,3% głosów i 11 mandatów. W marcu 2024 jej nowym przewodniczącym został Branislav Gröhling. W wyborach w tym samym roku ugrupowanie nie uzyskało reprezentacji w Europarlamencie X kadencji.

## Wyniki wyborcze
| Wybory | Poparcie | Mandaty | Zmiana |
| ------ | -------- | ------- | ------ |
| 2010   | 12,1%    | 22      | –      |
| 2012   | 5,9%     | 11      | –11    |
| 2016   | 12,1%    | 22      | +11    |
| 2020   | 6,2%     | 13      | –9     |
| 2023   | 6,3%     | 11      | –2     |

| Wybory | Poparcie | Mandaty | Zmiana |
| ------ | -------- | ------- | ------ |
| 2009   | 4,7%     | 0       | –      |
| 2014   | 6,7%     | 1       | +1     |
| 2019   | 9,6%     | 2       | +1     |
| 2024   | 4,9%     | 0       | –2     |